# Wspólnota administracyjna Neunburg vorm Wald
Wspólnota administracyjna Neunburg vorm Wald – wspólnota administracyjna (niem. Verwaltungsgemeinschaft) w Niemczech, w kraju związkowym Bawaria, w rejencji Górny Palatynat, w regionie Oberpfalz-Nord, w powiecie Schwandorf. Siedziba wspólnoty znajduje się w mieście Neunburg vorm Wald, które jednak nie jest jej członkiem. Powstała w 1978.
Wspólnota administracyjna zrzesza dwie gminy targowe (Markt) oraz dwie gminy wiejskie (Gemeinde): 
- Dieterskirchen, 997 mieszkańców, 24,14 km²
- Neukirchen-Balbini, gmina targowa, 1 108 mieszkańców, 48,29 km²
- Schwarzhofen, gmina targowa, 1 437 mieszkańców, 36,11 km²
- Thanstein, 982 mieszkańców, 27,85 km²